# Liberando Corazones. Memorias de Queen June Iris (Libro)
Liberando Corazones. Memorias de Queen June Iris es una autobiografías de Ra'al Ki Victorieux, publicado en 2024 por Atma Unum. El título del libro hace alusión a Drag Queen June Iris Goldstar, uno de los alter ego de la autora. Es una obra que pertenece al período de los escritores contemporáneos (siglos XX y XXI) en la Literatura de México. La autora explora el tema del activismo por la diversidad LGBT, ya sea a través del arte, en lo conocido como artivismo, y de marchas del orgullo, así como también propone un activismo amoroso y espiritual. 
Este libro responde al compromiso 5 de la agenda 2030, que tiene por objetivo fomentar la inclusión social. Es una crónica contemporánea, ambientada principalmente en la Ciudad de México, Oaxaca y Chiapas. En el libro, la protagonista describe su experiencia organizando en el 2006 la primera marcha por la diversidad en Oaxaca, evento que sucedió entre la tensión política de cuando la Asamblea Popular de los Pueblos de Oaxaca (APPO) tomaron las calles del Centro Histórico. A pesar de las barreras, se logró la marcha en la ciudad.
El activismo de Queen también la llevó a la organización de la primera marcha LGBT en San Cristóbal de las Casas Chiapas en 2009. En este estado la tensión política a la que se enfrentaba se debía a que en tiempos del exgobernador Patrocinio González hubo muchos asesinatos a homosexuales. Sin embargo, deseaban plantar una semilla, una manifestación pública por la inclusión.  
Ra'al Ki Victorieux recibió el apoyo del Fondo Nacional para la Cultura y las Artes, FONCA en el área de pintura, en el año 2000. Fue acreedora también la beca de apoyo a la investigación en patrimonio, por el Fondo Estatal para la Cultura y las Artes de Chiapas, Foesca, en 1998.

## Tinte autobiográfico
El discurso autobiográfico de Liberando Corazones', va más allá de una remembranza, ya que es un compendio de artículos de investigación, documentación hemerográfica, memorabilia y estudio de campo en las bellas artes y la cultura queer. Presenta una forma de combinar el artivismo con la investigación documental cualitativa. Es una tesis de Investigación Basada en las Artes (IBA), una a/r/tografía.

## Estructura
La historia se divide en 11 capítulos, en las que conocemos escenas de la protagonista, 'Drag Queen June Iris', quien narra lo que sucede en su vida personal y profesional como activista por los derechos humanos LGBT. Por lo tanto relata el devenir del colectivo "Tripping Butterflies" (Mariposas viajeras), quienes la apoyaron en su activismo, y también cuenta cómo experimentó la homofobia, la reacción de sorpresa de su familia porque decidiera sumarse al activismo LGBT, e incluso conflictos legales que resultaron de estas actividades: "Creo que muchos artistas lo somos porque a través de lo que construimos; por un lado sanamos las heridas que nos brinda la realidad, pero por otro lado imaginamos realidades posibles, que podrían contrastar con el dolor de lo que representa una sociedad que no es tan incluyente o tan virtuosa como quisiéramos." 
Además de relatar el proyecto artístico con el que Queen June levanta la voz por el colectivo LGBT a través de artes visuales y performáticas, el libro también cuenta de los premios Queen Butterflies, con los que en el 2007 reconocieron el trabajo de líderes en la comunidad como el pintor Nahum Zenil, y la agencia ANODIS. 